# Kolbeinagjógv
Kolbeinagjógv [ˈkʰɔlpainaʧɛkv] oder Kolbanargjógv [ˈkʰɔlpaːnaɹʧɛkv] (dänischer Name: Koldbensgjov) ist ein Ort der Färöer an der Westküste der Insel Eysturoy. Im August 2019 hatte der Ort 34 Einwohner.
Kolbeinagjógv liegt nördlich des größeren Nachbarortes Strendur an der Straße nach Selatrað.

## Einzelnachweise

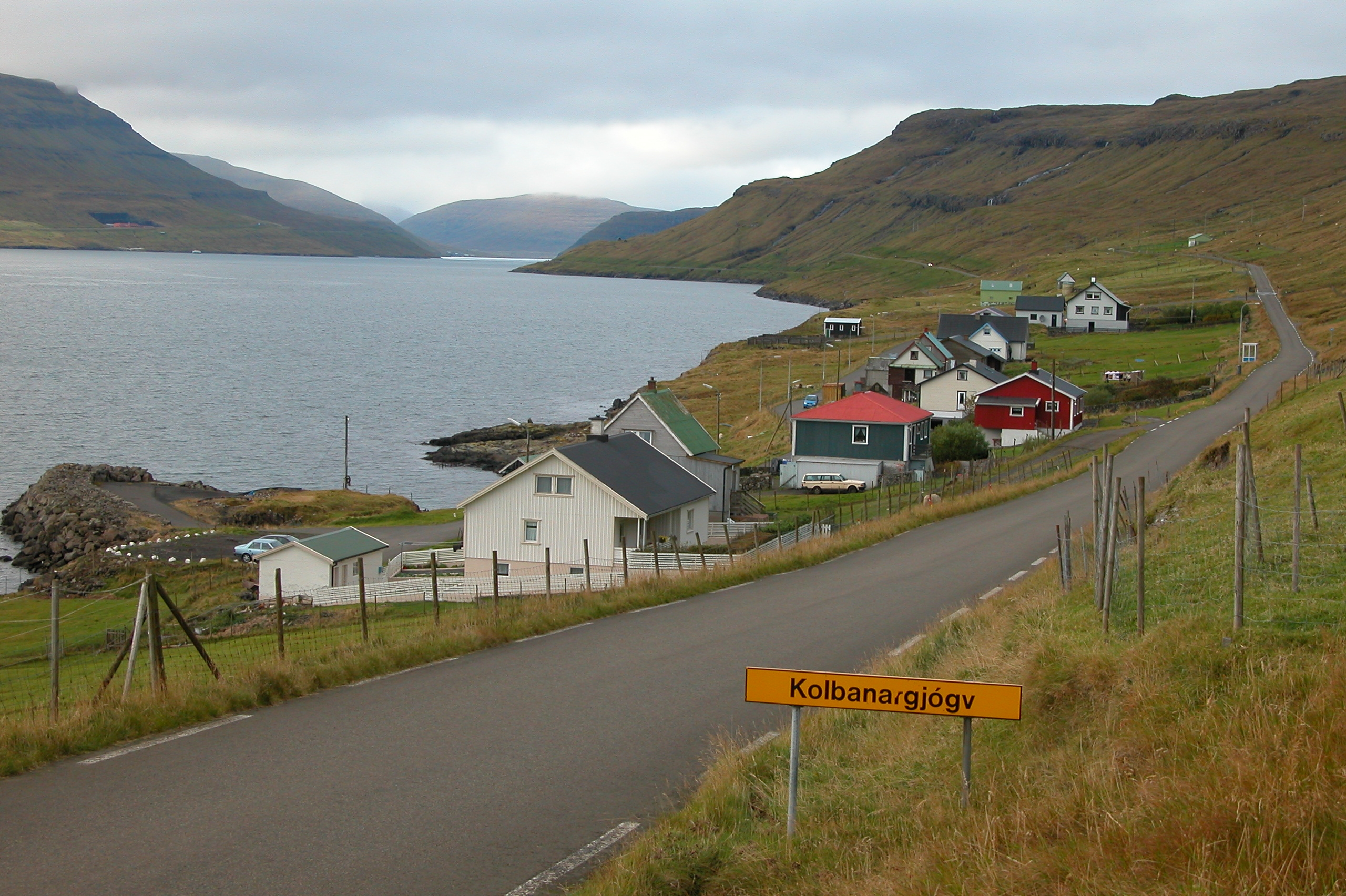
Blick nach Nordwesten in die Mündung des Sundini (schmale Öffnung etwa an der Horizontmitte).